# Žáravice (tvrz)
Žáravice (či také Kozákův hrádek) je zaniklá tvrz ve stejnojmenné obci, pocházející z 15. století. Nachází se v přírodní rezervaci Na Hradech. Od 3. května 1958 je lokalita kulturní památkou.

## Historie
O existenci tvrze neexistuje mnoho písemných pramenů, avšak její dějiny můžeme rekonstruovat pomocí doložených dějin vsi Žáravice. První písemná zmínka o Žáravicích pochází z roku 1436. V té době se jednalo o majetek opatovického kláštera, svěřeného Zikmundem Lucemburským do zástavy Divišovi Bořkovi z Miletínka. Jednalo se o strážní tvrz okraje církevního panství. V době jagellonské se jako většina držav v pardubickém regionu přešly i Žáravice do vlastnictví rodu Pernštejnů. Poslední známá zmínka o tvrzi referuje o Janu Kozlovi ze Sušin, jenž tvrz obýval a byl uvězněn Vilémem z Pernštejna. Její zánik je spojován s husitskými válkami. Stavební materiál byl nejspíše z větší části využit ke stavbě kostela svatého Petra a Pavla v Rohovládově Bělé roku 1768.

## Popis
Tvrz byla postavena na strategickém místě, chráněném ze tří stran strmým terénním srázem. Východní a jižní strana byla zesílena soustavou příkopů a valů, jež jsou narušeny novověkou zemědělskou činností. Akropole tvrze dosahuje průměru až 30 metrů. Ke stavbě bylo použito zejména dřeva, jelikož se nepodařilo zajistit žádný doklad malty či jiných materiálů.